# Ludwig Haas (Politiker, 1875)

Ludwig Haas (vor 1921)

Ludwig Leo Haas (* 16. April 1875 in Freiburg im Breisgau; † 2. August 1930 in Karlsruhe) war ein deutscher Rechtsanwalt, demokratischer Reichstagsabgeordneter (DDP), Offizier im Ersten Weltkrieg und badischer Minister.

## Leben und Beruf
Nach dem Abitur auf dem humanistischen Gymnasium in Bruchsal studierte Haas seit 1894 Rechtswissenschaften an den Universitäten Heidelberg, München und Freiburg im Breisgau. Während seines Studiums schloss er sich der Verbindung „Badenia“ im „Kartell-Convent der Verbindungen deutscher Studenten jüdischen Glaubens“ an. 1897 gründete er die Verbindung „Friburgia“ in Freiburg. 1898 wurde er mit einer Dissertation zum Thema „Mehrthäterschaft“ bei Richard Schmidt zum Doktor der Rechte promoviert.
Nach dem Zweiten Staatsexamen 1901 ließ Haas sich als Rechtsanwalt in Karlsruhe nieder. Im Ersten Weltkrieg war er zunächst als Zug- und Kompanieführer beim Reserve-Infanterie-Regiment Nr. 238. 1914 wurde er in Flandern zum Leutnant befördert und mit dem Eisernen Kreuz I. Klasse ausgezeichnet. Später war er beim Verwaltungschef des Generalgouvernements Warschau als Dezernatsleiter für jüdische Schul- und Kultusangelegenheiten zuständig. Er war bei der deutschen Zivilverwaltung im besetzten Polen damit befasst, die polnischen Juden zu Vertretern des Deutschtums zu machen, was einen nicht geringen Hass der Polen gegen die Deutschen erzeugte. In einer Rede im Reichstag warnte er vor der „Nachweisung der beim Heere befindlichen wehrpflichtigen Juden“, der so genannten „Judenzählung“, und dem diesem Vorhaben zugrunde liegenden Antisemitismus.
Haas gehörte der Deutschen Liga für Völkerbund und der Deutschen Friedensgesellschaft sowie dem Bund deutscher Bodenreformer an. Zeitweilig war er auch Mitglied im Hauptvorstand des Centralvereins deutscher Staatsbürger jüdischen Glaubens sowie ebenfalls zeitweise im Vorstand des Reichsbunds jüdischer Frontsoldaten. Die deutschen Juden sah er durch Geschichte und Kultur unlösbar mit dem deutschen Volk verbunden, alle Gegensätze zwischen Deutschtum und Judentum waren seiner Meinung nach vollständig zu beseitigen. Den Zionismus lehnte er ab.
1926 veröffentlichte er im Sonnenweg-Verlag, Berlin, seine Lebensbekenntnisse eines früheren Sozialistenführers.
Haas war seit 1902 verheiratet mit Josefine Mayer (1874–1943) und hatte zwei Kinder, Judith Anna (1903–1990) und Karl Julius (1909–1992). Er wurde auf dem Jüdischen Friedhof in Karlsruhe beigesetzt. Seine Familie wanderte nach seinem Tod nach Neuseeland aus.

## Partei
Haas war im Kaiserreich Mitglied der Fortschrittlichen Volkspartei und beteiligte sich 1918 an der Gründung der DDP.
1924 beteiligte Haas sich an der Gründung des Reichsbanners Schwarz-Rot-Gold. Im Juli 1926 versuchte er gemeinsam mit Paul Löbe (SPD) und Joseph Wirth (Zentrum) alle republiktreuen Kräfte in einer „Republikanischen Union“ zusammenzufassen. Unter diesen drei Herausgebern erschienen zwischen 1926 und 1933 insgesamt 39 Hefte der Zeitschrift Deutsche Republik. Diese Sammlungsbewegung konnte sich jedoch in keiner der beteiligten Parteien durchsetzen.

## Abgeordneter
Von 1909 bis 1919 war Haas Stadtrat in Karlsruhe. 1919 war er Landtagsabgeordneter in Baden.
Von 1912 bis 1918 gehörte Haas für den Wahlkreis Karlsruhe dem Reichstag des Kaiserreiches an. 1919/20 war er Mitglied der Weimarer Nationalversammlung, seit der Reichstagswahl 1920 war er bis zu seinem Tode – zunächst gewählt im Wahlkreis Baden, dann seit 1928 in Thüringen – wiederum Reichstagsabgeordneter. Als Mitglied des kaiserreichlichen Reichstags nahm er gemeinsam mit Parteifreunden, Sozialdemokraten und einem Vertreter der dänischen Minderheit 1913 an der Berner Verständigungskonferenz, die sich um einen politischen Ausgleich zwischen Deutschland und Frankreich bemühte, teil. In der Weimarer Nationalversammlung war er militärpolitischer Sprecher der DDP-Fraktion. Von Juni 1928 bis zu seinem Tode Anfang August 1930 fungierte er als Vorsitzender der Reichstagsfraktion der Deutschen Demokratischen Partei. Dabei unterstützte er die Außenpolitik Gustav Stresemanns und setzte sich für die Räumung der nach dem Ersten Weltkrieg besetzten Gebiete sowie den Ausbau der nationalen Minderheitenrechte ein.

## Öffentliche Ämter
Haas war vom 10. November 1918 bis zum 1. April 1919 Innenminister in Baden. Damit war er nach Moritz Ellstätter der zweite Jude, der ohne Glaubenswechsel in einem deutschen Land an die Spitze eines Ministeriums berufen wurde. Bis 4. August 1920 blieb er Staatsrat im Kabinett Geiß II.

## Ehrungen
Am 23. Januar 2018 beschloss der Gemeinderat der Stadt Karlsruhe, eine Straße in der Nordweststadt nach Ludwig Haas zu benennen.

## Veröffentlichungen (Auswahl)
- Die Deutsche Demokratische Partei und der Kapp-Putsch. Zwei Reden deutsch-demokratischer Parteiführer Staatsminister Dr. Haas in der Nationalversammlung (am 29.3.20), Staatsminister a. D. Dr. Friedberg in der Preußischen Landesversammlung (am 30.3.20). Hrsg. von der Reichsgeschäftsstelle der Deutschen Demokratischen Partei, Berlin 1920.
- Der Aufbruch. Republikanische Flugschriften. Begründet von der Republikanischen Arbeitsgemeinschaft Ludwig Haas, Paul Löbe, Josef Wirth. Hrsg. von Josef Wirth, Frankfurt am Main 1926.
- Lebensbekenntnisse eines früheren Sozialistenführers, Sonnenweg-Verlag, Berlin 1926.
- Rathenau und das Rasseproblem. In: Das Jüdische Magazin. Band 1 (1929), Heft 1, Juli 1929, S. 4–9 (Digitalisat).